# 鄭買嗣
鄭買嗣（861年—909年），又名鄭昶、郑㫤，是大长和国建立者，南诏清平官（汉人）郑回七世孙，谥圣明文武威德桓皇帝。
郑氏世袭南诏清平官，融入白蛮（白族先民）。南诏隆舜时，历官至侍中，权势日重。隆舜出巡，奉命守国，专政权柄。897年，他指使南诏蒙氏之近臣杨登，杀死南诏皇帝隆舜。隆舜之子舜化贞时，晋职为相。902年，舜化贞死后（一说舜化贞为郑買嗣所杀），他又杀死舜化贞八个月的儿子及南诏王室蒙氏亲族800余人，南诏灭亡。鄭買嗣建立大长和国，自称皇帝，年四十二歲。907年（大长和安国五年），想要忏悔杀人罪过，建普明寺。次年改元安国。909年（安国七年），铸佛万尊，供寺中祈福。同年八月卒，其子郑仁旻嗣位。